# Daphne Marlatt
Daphne Marlatt z d. Buckle (ur. 11 lipca 1942 w Melbourne) – kanadyjska pisarka i poetka.

## Życiorys
Urodziła się w Australii w kanadyjskiej rodzinie; gdy miała 3 lata, rodzina przeniosła się do Penang w Malezji, a gdy miała 9 lat, do Vancouver w Kolumbii Brytyjskiej. Studiowała na University of British Columbia, gdzie w 1964 uzyskała bakalaureat z pisarstwa. W 1963 wraz z George'em Boweringiem, Fredem Wahem i wieloma innymi brała udział w Vancouver Poetry Conference.
Pisała utwory o eksperymentalnej formie, zbliżone do prozy poetyckiej, uderzające precyzją słowa i obrazu, zawierające wątki autobiograficzne i feministyczne, m.in. Rings (1971), Steveston (1974), Zocalo (1977), How Hug a Stone (1983) i Ghost Works (1993). W 1991 wydała zbiór poematów Salvage. Opublikowała też powieści Historic (1988) i Taken (1996), oraz zbiór erotyków This Tremor Love Is (2001).
W 2006 została członkiem Orderu Kanady. Otrzymała też kilka nagród literackich.